# Clément Cailleau
Clément Cailleau CSSp (* 27. Juli 1923 in Nueil-sur-Layon, Département Maine-et-Loire; † 21. Juli 2011 in Chevilly-Larue, Île-de-France) war ein französischer Ordensgeistlicher und Apostolischer Präfekt von Tambacounda. 

## Leben
Clément Cailleau trat der Ordensgemeinschaft der Spiritaner bei, legte am 8. September 1947 ewige Profess in Cellule in der Auvergne ab. Er empfing am 1. Oktober 1951 in Chevilly (Loiret) die Priesterweihe. Er wurde von seinem Orden in die Mission in den Senegal bestellt und war 1951/52 Vikar in Fatick und von 1952 bis 1957 auf der Île de Fadiouth, dort auch von 1957 bis 1960 Pfarrer. In der ehemaligen Missionsstation Ngazobil, südlich von Dakar, hatte er von 1969 bis 1965 das Rektorat des Priesterseminars inne. Von 1965 bis 1970 war er Dekan in Dakar.
Papst Paul VI. ernannte ihn mit Gründung der Präfektur Tambacounda am 13. August 1970 zum Apostolischen Präfekten von Tambacounda im Senegal. Am 24. April 1986 trat er von seinem Amt zurück und übernahm eine Pfarrstelle in Peyruis in der französischen Provence. 1989 wechselte er nach Le Dorat. Seinen Ruhestand verbrachte er seit 2001 in Chevilly-Larue.